# Leyla Musalem
Leyla Musalem (20 de octubre de 1948) es una extenista profesional chilena.
Musalem ganó una medalla de bronce para Chile en la competencia individual en los Juegos Panamericanos de 1975 en la Ciudad de México, terminando detrás de Lele Forood y Patricia Medrado.
Formó parte del equipo chileno de la Copa Federación en 1977 y 1978. Sus dos empates en 1977 fueron contra Argentina y registró dos victorias individuales sobre Viviana González. En 1978 ayudó a Chile a avanzar más allá de la primera ronda del Grupo Mundial con una victoria sobre Uruguay, pero perdió sus partidos individuales y de dobles en segunda ronda (junto a Silvana Urroz), cuando fueron eliminadas ante Países Bajos, en lo que ha sido considerada como la «mejor participación chilena histórica» en el torneo.
Su esposo, Sergio Elías, es presidente de la Federación de Tenis de Chile.
En 2019, brevemente fue la jugadora mayor de 70 años mejor clasificada del mundo en el ITF Senior's Tour.